# Nikolai Nerling

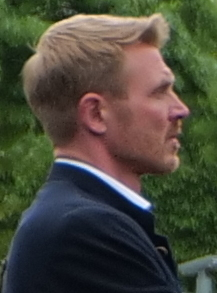
Nikolai Nerling (2020)

Nikolai Nerling (* 26. August 1980 in Vastorf) ist ein deutscher Rechtsextremist, Antisemit und Holocaustleugner. Der ehemalige Berliner Grundschullehrer verbreitete seit 2017 als Videoblogger unter der Selbstbezeichnung Der Volkslehrer rechtsextreme Ideologie, etwa die der Reichsbürgerbewegung, und seit 2020 auch Verschwörungserzählungen der so genannten „Querdenker“-Bewegung. Er wurde mehrfach strafrechtlich verurteilt, unter anderem wegen Volksverhetzung und Verharmlosung des Holocaust.

## Herkunft und Ausbildung
Nerling wurde am 26. August 1980 in Vastorf geboren und wuchs in Lüneburg auf. 2020 behauptete er, sein Vater habe ihn „antifaschistisch erzogen“. In Freiburg im Breisgau studierte er Deutsch und Biologie für das Lehramt. Später lebte er in Berlin-Moabit.

## Tätigkeit als Grundschullehrer
Ab 2009 unterrichtete Nerling als angestellter Grundschullehrer, zunächst an der Brüder-Grimm-Grundschule in Berlin-Wedding, dann an der Grundschule in Berlin-Moabit. Nach mehrfachen Elternbeschwerden und einem Gespräch mit der Schulaufsicht wechselte er im Januar 2016 an die Vineta-Grundschule in Berlin-Gesundbrunnen. Anlass der Beschwerden war ein verschwörungstheoretischer Film, den er seiner Klasse gezeigt hatte.
Weiteren Elternbeschwerden zufolge vermittelte Nerling seinen Schülern seine Verschwörungsthesen, etwa dass die Pharmaindustrie die Krankheit Ebola nur erfunden habe und wahrscheinlich Außerirdische die ägyptischen Pyramiden gebaut hätten. Er habe viel über die Illuminaten gesprochen und den Kindern damit Angst gemacht. Daraufhin mahnte das Schulamt ihn, sich an den Lehrplan zu halten und keine Privatansichten im Unterricht zu besprechen. Ab 2017 sprach die Schulleitung mehrmals mit ihm und der Schulverwaltung über seine Netzaktivitäten. Weil er, so der kommissarische Schulleiter, das politische Neutralitätsgebot dienstlich nicht missachtete und es keine neuen Beschwerden gegen ihn gab, durfte er weiter unterrichten, jedoch nur noch die Fächer Musik, Sport und Englisch. Nachdem die Zeitung Der Tagesspiegel am 6. Januar 2018 über seine rechtsextremen Videos berichtet hatte, stellte die Vineta-Grundschule Nerling vorläufig vom Schuldienst frei. Die Senatsverwaltung für Bildung stellte Strafanzeige wegen des Verdachts auf Volksverhetzung gegen ihn und erstattete eine Reichsbürger-Meldung an die Senatsinnenverwaltung.
Nach Eigenangaben Nerlings schauten und kommentierten seine Schüler und Kollegen seine Videos. Die Kollegen hätten ihn nur kurzzeitig gemieden. Die langjährige Leiterin der Vineta-Grundschule habe seine außerschulischen Aktivitäten „gebilligt“.
Im Mai 2018 kündigte die Bildungsverwaltung des Landes Berlin Nerling fristlos, weil ihm die Eignung als Lehrer fehle. Dagegen klagte er vor dem Arbeitsgericht Berlin: Die Kündigung sei grundlos und nur politisch motiviert. Am 16. Januar 2019 wies das Gericht die Klage ab: Die außerordentliche Kündigung sei rechtens, weil Nerling öffentlich Rechtsstaat und Verfassung gezielt beschimpft und verächtlich gemacht habe. Sein YouTube-Kanal sei ein publizistisches Propagandamittel, das er nicht einstellen wolle und über das er auch Holocaustleugnung verbreite und Straftätern eine Plattform gebe. Er sei daher nicht zur „Erfüllung seiner Dienstpflichten“ geeignet, auch wenn es kein Fehlverhalten im Unterricht gab. Das Gericht folgte damit der Auffassung der Schulverwaltung, dass Nerlings Videos seinen Unterricht beeinflussten und auch angestellte Lehrer, nicht nur Beamte, zur Staatsloyalität verpflichtet sind. Die im Mai 2019 veröffentlichte schriftliche Urteilsbegründung führte aus: Nerling fehle die „persönliche Eignung“ für den öffentlichen Dienst des Landes Berlin, weil er es „mit großem Engagement“ darauf anlege, „die Bundesrepublik Deutschland, das Grundgesetz und die Organe der Gewaltenteilung … zu beschimpfen oder verächtlich zu machen“. Dies belegte das Gericht mit Zitaten von Nerlings Videos und dem Plakat vom 8. Oktober 2016 am Alexanderplatz. Seine dortige Verknüpfung der Begriffe „Geheimdienste“, „Zionisten“ und „Holocaust“ sei eine „modernisierte Fassung des traditionellen Gleichklangs von ‚Unwahrheit, Verschwörung und Judentum‘“. Dagegen sei Existenzgrund und Auftrag der Bundesrepublik, „sich allen Bestrebungen zu widersetzen, den sich zum Judentum bekennenden Menschen wieder zum ideellen Gesamtprügelknaben der Menschheit zu machen“. Somit stelle „jede Anspielung auf die immerwährende ‚jüdische Weltverschwörung‘ einen unmittelbaren Angriff auf die verfassungsmäßige Ordnung unseres Staates dar“.
Im Juni 2019 legte Nerling Berufung gegen das Urteil ein, zog diesen Antrag jedoch im September 2019 zurück. Damit durfte er nicht mehr als Lehrer an öffentlichen Schulen in Berlin unterrichten.

## Erste Auftritte als rechtsextremer Aktivist
Nach eigenen Angaben von 2018 entwickelte Nerling ab 2013 ein verschwörungsideologisches Weltbild: Internetvideos hätten ihn damals überzeugt, der Amoklauf an der Sandy Hook Elementary School habe nicht stattgefunden. Der ehemalige Grundschullehrer befand, die Eltern der ermordeten Kinder seien „Dramadarsteller“, die ihre Trauer nur spielten. Er verbreitete damit dasselbe Narrativ wie der rechtsextreme Verschwörungsideologe Alex Jones in den USA, für das dieser – trotz seiner Zurücknahme – mittlerweile zu rund einer Milliarde US-Dollar Schadenersatz verurteilt worden ist.
Nerling behauptete, es werde auch über den Anschlag auf den Boston-Marathon und die Terroranschläge am 11. September 2001 in den Medien gelogen.
Seit 2016 trat Nerling öffentlich hervor. Auf einer „Friedensdemo“ in Berlin im Oktober 2016 forderte er mit einem Plakat, Paragraf 130 des bundesdeutschen Strafgesetzbuchs zur Volksverhetzung und Holocaustleugnung zu streichen. Auf der Plakatrückseite behauptete er, Zionisten steckten hinter den Geheimdiensten und die Geschichte des Holocaust sei voller Lügen.
Beim Deutschen Evangelischen Kirchentag im Juli 2017 störte Nerling eine Schweigeminute für ertrunkene Geflüchtete mit dem Zwischenruf „Ich schweige nicht“. Im Sommer 2017 schrie er bei einer Lesung von Angela Merkel: „Diese Frau ist keine Kanzlerin des deutschen Volkes, sie ist eine Dienerin der Finanzeliten!“ Mit diesem Ausdruck deuten Antisemiten eine angebliche „jüdische Weltverschwörung“ an. Im September 2017 fragte er Innenminister Thomas de Maizière provozierend, ob dieser ernsthaft glaube, „dass der Terroranschlag vom 11. September von Osama bin Laden ausgelöst wurde?“ Während der Sondierungsgespräche über eine Jamaika-Koalition im Herbst 2017 fragte er Horst Seehofer (CSU) mit Verweis auf einen benachbarten Obelisken: „Warum tagen Sie in einem Haus, wo ein Freimaurersymbol auf der Ecke ist? Wem dienen Sie eigentlich?“ Mit solchen gefilmten Störaktionen bei öffentlichen Auftritten prominenter Politiker erwarb er sich eine Anhängerschaft im Internet.
Im Dezember 2017 verschafften sich Nerling und sein Kameramann unter falschem Namen Zutritt zu einer Podiumsdiskussion von Lea Rosh, der Initiatorin des Berliner Holocaustmahnmals, zum Thema „Wie gehen wir mit der AfD um?“ Nerling verlangte mit lauten Zwischenrufen eine „Orientierung auf die Nation“ und das Schließen der Grenzen. Lea Rosh und das Publikum forderten ihn daraufhin mehrmals zum Gehen auf. Als er sich weigerte, drängten ihn andere Teilnehmer hinaus. Bei dem Gerangel stürzte ein Mann zu Boden. Lea Rosh musste die Veranstaltung abbrechen. Nerling ließ seine Störaktion filmen und veröffentlichte sie dann.
2018 und 2019 besuchte Nerling die Leipziger Buchmesse, anfangs ohne Presseakkreditierung. Er befragte und filmte dort Besucher, unbekannte Standmitarbeiter und andere Neonazis und störte Veranstaltungen. 2019 stellte er auf der Messe die NPD-Parteizeitung Deutsche Stimme und das rechtsextreme Magazin Compact vor und versuchte, mit verhörartigen Fragen nachzuweisen, die Deutschen seien vom Aussterben bedroht. Ferner rief er zu seiner Kundgebung in Dresden auf. Nach vermehrten Beschwerden von Betroffenen, die er ohne ihr Einverständnis gefilmt hatte, erteilte die Messeleitung ihm am 23. März 2019 ein Hausverbot.

## Hetze im Internet

### Inhalte und Partner
Seit September 2017 veröffentlichte Nerling auf seinem YouTube-Kanal Der Volkslehrer Videos mit rechtsextremen, antisemitischen, geschichtsrevisionistischen und verschwörungsideologischen Inhalten. Er verbreitete das seit den „Protokollen der Weisen von Zion“ von Rechtsextremisten bemühte Narrativ von einer angeblichen verborgenen „jüdischen Clique“, die das Weltgeschehen zu ihrem Vorteil lenke, dabei souveräne Völker unterdrücke und gegeneinander ausspiele. „Die Juden“ hätten „das Geldwesen unter ihrer Kontrolle“.
Im Dezember 2017 sprach Nerling vor einem Gedenkstein zu Verbrechen der 110. Infanterie-Division der Wehrmacht in Lüneburg mit dem damaligen stellvertretenden Bürgermeister der Stadt, Gerhard Scharf (CDU). Dieser sagte, „die Linken“ wollten nichts von der „Versöhnung“ wissen, um die es bei dem Gedenken gehe. Er bezog sich auf sechs Shoa-Überlebende, die er im Vorjahr getroffen hatte, und ergänzte: „Für die sind alle deutschen Soldaten Faschisten und Verbrecher.“ Er bestätigte Nerlings Einwurf, „die Linken“ hätten die Geschichtsdeutung gepachtet: „Richtig! Und dann wollen die mir noch was von Demokratie erzählen. Da geht einem das Messer in der Tasche auf.“ Auch die „historische Wahrheit“, dass nicht alle „Fremdarbeiter“ schlimm behandelt worden seien, wollten „die Linken“ nicht hören. Als Nerling dies „antideutsche Propaganda“ nannte, stimmte Scharf zu. Nerling veröffentlichte das Gespräch unter dem Titel „Auf der Pirsch in Lüneburg – ein Bürgermeister spricht Klartext“ auf seinem Videokanal. Wissenschaftler der Leuphana Universität Lüneburg und andere beurteilten Scharfs Aussagen als Verharmlosung der Verbrechen der Wehrmacht. Im Februar 2018 räumte Scharf bei einer Bürgerversammlung in Lüneburg ein: „Ich hätte den Andeutungen, die eindeutig aus der rechten Ecke kamen, unmissverständlich und vehement widersprechen müssen.“ Wegen der anhaltenden Kritik trat er im August 2018 von seinem Amt zurück.
Ab Februar 2018 interviewte Nerling Neonazis und bekennende Holocaustleugner. Im März 2018 veröffentlichte er auf seinem YouTube-Kanal ein Interview mit Ursula Haverbeck, in dem sie den Holocaust leugnete. Er warb für Neonazi-Aufmärsche, beteiligte sich daran und berichtete darüber. In weiteren Interviews mit Haverbeck bestätigte er deren antisemitische und geschichtsrevisionistische Aussagen. In einem als „Gespräch“ ausgegebenen Video gab Nerling an, er habe den inhaftierten Holocaustleugner Horst Mahler durch ein offenes Gefängnisfenster interviewt, feierte ihn und gelobte, man werde Mahlers „Geist“ „weitertragen“. Bei einem Besuch im ehemaligen KZ Dachau rief er seine Zuschauer dazu auf, zu „Gedenksteinen, (…), zu Lagern (…), zu Tafeln“ für Holocaustopfer zu gehen, dort zu sagen, „dass ihr euch nicht schuldig fühlt“, und ihm davon ein Video zuzusenden. Er veröffentlichte auch mutmaßlich von Zuschauern erstellte Videos.
Im Juni 2018 interviewte Nerling den AfD-Bundestagsabgeordneten Tino Chrupalla, im September die szenebekannte „Reichsbürgerin“ Heike Werding. Weitere Interviewpartner waren Axel Schlimper (früher Europäische Aktion), Frank Kraemer (Gitarrist der Band Stahlgewitter), Udo Voigt (NPD), der verurteilte Rechtsterrorist Karl-Heinz Hoffmann und Marianne Wilfert. Weil sie in Videointerviews mit Nerling wiederholt den Holocaust geleugnet hatte, wurde ihre laufende Haftstrafe im August 2022 auf 27 Monate verlängert.
Anfang März 2020 interviewte Nerling im Landgericht Dresden den dort verurteilten Holocaustleugner Bernhard Schaub und dessen Anwalt Martin Kohlmann, Leiter der rechtsextremen „Bürgerbewegung Pro Chemnitz“. Nerling veröffentlichte das Gesprächsvideo mit dem Kommentar, Schaub sei für Sätze verurteilt worden, „die im Gegenentwurf zum NS-Staat (BRD) nicht gesagt werden dürfen“. Daraufhin erstattete der Landgerichtspräsident Strafanzeige gegen ihn wegen möglicher Verunglimpfung des Staates und seiner Symbole. Die Staatsanwaltschaft Dresden leitete einen Prüfvorgang ein.
Nerlings Internetauftritte sind Teil eines Netzes rechtsextremer Propagandakanäle, deren Betreiber sich gegenseitig unterstützen. So lud der Altnazi Hans-Ulrich Pieper Nerling öfter zu seinem völkischen Westberliner „Dienstagsgespräch“ ein, etwa im Juli 2018 zum Vortragsthema „Was das Volk lernen muss“. Im Februar 2020 referierte Nerling beim Dienstagsgespräch zusammen mit Kay Nerstheimer (NPD, früher AfD) über eine angebliche „Patriotenverfolgung“.
Zudem hetzte Nerling in seinen Videos auch gegen Migranten und Geflüchtete. Gegen die Asyl- und Migrationspolitik der Bundesregierung berief er sich auf das Widerstandsrecht des Grundgesetzes. Er warnte vor „Überfremdung“ und dem „Aussterben des deutschen Volkes“. Er behauptete, es gebe eine gegen „Patrioten“ gerichtete Willkürherrschaft des politischen Systems, dem auch die Medien dienten. In einem Video vom 20. Februar 2021 beleidigte und verhöhnte er die ein Jahr zuvor beim Anschlag in Hanau 2020 ermordeten Menschen. Laut einer Pressemeldung der Stadt Hanau diffamierte er sie als Kriminelle, bestritt die rassistischen Motive des Täters, bediente migrantenfeindliche Einstellungen und propagierte einen bevorstehenden „Rassenkrieg“. Er behauptete tatsachenwidrig, der Täter des Anschlags sei nicht identifiziert. Er deutete Aufrufe von „Migrantifa“- und Antifa-Gruppen, sich beim Gedenken an den Anschlag gegenseitig vor rassistischen Angriffen zu schützen, zu Gewaltaufrufen von angeblichen „Terrororganisationen“ um. Diese wollten „Blut sehen“ und strebten einen „Völkermord gegen Deutsche“ an; dagegen müssten diese nun „zur Tat schreiten“. Dazu verwies er auf selbsternannte „Bürgerwehren“ der NPD und sagte einen „blutigen, unangenehmen Höhepunkt“ in diesem Kampf voraus. Hanaus Oberbürgermeister Claus Kaminsky erstattete daraufhin Strafanzeige und informierte die Opferangehörigen. Die Polizei Berlins und Südosthessens ermittelten dazu.
Ab 24. Februar 2022 stellte Nerling Russlands Angriffskrieg gegen die Ukraine in seinem Telegramkanal mit antisemitischen Bildern und Videos als angeblich „jüdisch inszeniert“ dar. Er verwies darauf, dass der ukrainische Staatspräsident Wolodymyr Selenskyj Jude ist, und behauptete, Russlands Staatspräsident Wladimir Putin habe enge Beziehungen zu Juden, und das ukrainische Regiment Asow werde von Juden finanziert. Mit dieser Begründung lehnte er eine Parteinahme im Krieg ab. Zudem verbreitete er Verschwörungserzählungen über ein angebliches Geheimprojekt „Heavenly Jerusalem“, das möglicherweise darauf abziele, „fünf Millionen Juden aus Israel in die Ukraine umzusiedeln“ und aus der Ukraine Neu-Israel zu machen. Er nahm Ende Februar 2023 auch an der von Sahra Wagenknecht und Alice Schwarzer initiierten Kundgebung „Aufstand für Frieden“ in Berlin teil, auf der ein Ende der Waffenlieferungen an die Ukraine und die Aufnahme von Verhandlungen gefordert wurden, sowie Ende Juni 2023 an einer Wahlparty der AfD zum Wahlsieg des AfD-Kandidaten Robert Sesselmann bei der Landratswahl in Sonneberg.
Nach dem Terrorangriff der Hamas auf Israel 2023 (7. Oktober) bezeichnete Nerling Israel als „Terrorstaat“, der „gestoppt“ werden müsse.

### Verbreitung und Reaktionen
Bis Ende 2018 hatte Nerlings Kanal mehr als 60.000 Abonnenten; einzelne Videos erreichten mehr als 100.000 Aufrufe, weit mehr als die der NPD. Bis 2020 erreichten seine Videos insgesamt mehrere Millionen Aufrufe. Zudem richtete er eine Domain volkslehrer.info ein. Ein „Volkslehrer Freundeskreis“ auf Facebook wies regelmäßig auf seine Videos hin.
Der Fanclub nennt sich auch „Die Volksschule“ und hat etwa 500 Mitglieder, darunter bekannte Neonazis, NPD-Funktionäre, „Reichsbürger“ wie Meinolf Schönborn und Dennis Ingo Schulz, rechte Gelbwesten-Anhänger, von den Montagsmahnwachen bekannte Verschwörungsideologen und aktive oder ehemalige AfD-Politiker wie Leyla Bilge, Carsten Härle, Falk Heiligenschmidt, Steffen Königer, Martin Renner und Donatus Schmidt. Die Gruppe teilt antisemitische, rassistische und geschichtsrevisionistische Thesen, bietet Hetzschriften des NS-Rassentheoretikers Alfred Rosenberg und Gerichtsurteile zu volksverhetzenden Aussagen als „Lerninhalte“ an. Manche bestritten die „offizielle Geschichtsversion der Siegermächte über den Holocaust“ und bezeichneten die nationalsozialistische Judenpolitik als „äußerst human“. Härle behauptete, der Zweite Weltkrieg habe „nichts mit Hitler oder dem Nationalsozialismus zu tun gehabt“, die Migrationspolitik strebe nach „Zerstörung der europäischen Völker“ und „Vermischung“ von „Menschentypen“.
Das Bundesamt für Verfassungsschutz beschrieb den „Volkslehrer“-Kanal daher als Beispiel für die bis dahin weitgehend sanktionslose Nutzung sozialer Netzwerke für rechtsextreme Agitation und Propaganda und Erzeugung von rechtsextremen „Filterblasen mit einem weitgehend homogenen Meinungsbild, die zur Verfestigung und Verbreitung sowie letztlich ‚Normalisierung‘ antisemitischer Ideologeme beitragen.“
Im April 2019 sperrte YouTube den Kanal wegen anhaltender Verstöße gegen das in den Nutzungsbedingungen geregelte Verbot von Hassreden. Jedoch legte Nerling bei Youtube einen neuen Kanal an und richtete auf einer Messenger-App einen Kanal ein. Zudem verbreitete er seine Botschaften auch über seine Internetseite. Seit der dauerhaften Sperre seines YouTube-Kanals veröffentlichte Nerling seine Videos über das Portal BitChute. Seit 2021 betrieb er auch einen eigenen Kanal auf Telegram.
Im Oktober 2019 wurde Nerling mit dem Negativpreis Goldener Aluhut in der Kategorie Verschwörungstheorien allgemein ausgezeichnet.

## Rechtsextreme Veranstaltungen
Am 17. Februar 2018 trat Nerling in Dresden bei einer Kundgebung des Holocaustleugners Gerhard Ittner auf und übersetzte die Rede der französischen Holocaustleugnerin Michèle Renouf. Wegen öffentlicher Volksverhetzung brach die Polizei die Veranstaltung ab.
Anfang April 2018 (Ostern) nahm Nerling an der geschlossenen Tagung teil, die der Bund für Deutsche Gotterkenntnis jährlich in Dorfmark (Niedersachsen) veranstaltet. Die faschistische und antisemitische Vereinigung geht auf Erich Ludendorff zurück, einen frühen Unterstützer Adolf Hitlers. Nerling filmte das Ereignis und veröffentlichte einen Bericht darüber auf seinem Videokanal. Am 20. April 2018 besuchte er mit rund 1.000 Neonazis das jährliche rechtsextreme Netzwerktreffen zum „Führergeburtstag“ „Schild und Schwert“ in Ostritz. Er filmte die Pressekonferenz des Veranstalters Thorsten Heise (NPD) dazu und stellte das Treffen als „Bereicherung für die Region“ dar.
Zum 90. Geburtstag der inhaftierten Holocaustleugnerin Ursula Haverbeck rief die Kleinstpartei Die Rechte zu einem Aufmarsch am 10. November 2018 in Bielefeld auf. Nerling unterstützte den Aufruf, trat zum Auftakt vor etwa 400 Neonazis als Redner auf und forderte wie die übrigen Teilnehmer Haverbecks Freilassung und die Abschaffung des Volksverhetzungsparagrafen. Bei der Kundgebung wurden antisemitische Parolen gerufen. 6.000 bis 10.000 Menschen demonstrierten dagegen.
Am 15. Februar 2019 filmte Nerling den jährlichen rechtsextremen „Gedenkmarsch“ für die Luftangriffe auf Dresden. Dabei zogen erstmals seit 2010 wieder rund 1000 Neonazis durch Dresdens Innenstadt.
Im selben Monat nahm Nerling in Budapest am Gedenken an die Schlacht um Budapest teil, bei dem Rechtsextreme auch der Waffen-SS huldigen. Am 12. März 2019 wollte er sich zum Stadtteilvertreter von Moabit wählen lassen. 20 lokale Initiativen um den Verein „Moabit hilft“ widerstanden seiner Kandidatur; die Wahl wurde aus Platzgründen abgebrochen.
Im Frühjahr 2019 besuchte Nerling die Freie Schule Elsengrund in Berlin-Mahlsdorf. Dort hatte der Holocaustleugner Bernhard Schaub als Lehrer gearbeitet und später seine Kinder dorthin geschickt. Schaub pflegte ein vertrautes Verhältnis zum Schulleiter und anderen Lehrern. Die NS-Zeit soll nach Zeugenaussagen dort kaum behandelt, das Tagebuch der Anne Frank als Fälschung bezeichnet worden sein. 2013 hatte der Verband der Waldorf-Schulen diese Schule ausgeschlossen. Nerlings Besuch verstärkte Verdachtsmomente, dass im Kollegium weiterhin rechtsextreme Tendenzen bestanden.
Zum 23. März 2019 rief Nerling über seinen YouTube-Kanal zu einer Kundgebung „Für Deutsche Kultur in Deutschland“ auf dem Dresdner Theaterplatz auf. Er kündigte gemeinsames Singen und Tanzen sowie verschiedene Redebeiträge an. Etwa 70 Personen nahmen teil, darunter Anhänger von Pegida und der Identitären Bewegung. Nach Volksmusik und Musik aus Opern Richard Wagners, die auch die nationalsozialistische Propaganda benutzt hatte, trat der verurteilte Holocaustleugner Bernhard Schaub als Redner auf. Nach volksverhetzenden Aussagen brach die Polizei seine Rede ab; als ein weiterer Redner Schaubs Aussage wiederholte, löste die Polizei das Treffen wie angekündigt auf.
Am 1. Juni 2019 redete Nerling in Dreisbach (Wiehl) vor rund 50 Rechtsextremen beim „Lesertreffen“ der Zeitschrift Die Russlanddeutschen Konservativen, des Organs des von Johann Thießen geführten „Arminiusbundes“. Weitere Redner waren der Liedermacher Axel Schlimper, der AfD-Politiker Carsten Härle, der Redakteur der Zeitschrift „Volk in Bewegung & Der Reichsbote“ Roland Wuttke und der Vorsitzende des Vereins Gedächtnisstätte Wolfram Schiedewitz. Zu den bekannteren Teilnehmern gehörten die NPD-Funktionäre Sascha Wagner, Manfred Dammann (Nordland TV) und Henry Hafenmayer. Das klandestine Treffen diente der Vernetzung der Holocaustleugnerszene. Die Redner beschrieben den Volksverhetzungsparagrafen als angebliches „Denkverbot“ und „Diktat der Besatzer“ und propagierten eine „Befreiung des deutschen Volkes“ und „Neuordnung“ von Staat und Gesellschaft durch völkische Siedlungsprojekte, Kameradschaften, patriotische Stammtische und die offiziell aufgelöste „Europäische Aktion“.
Im Februar 2020 besuchte Nerling den Auftritt des AfD-Vertreters Björn Höcke bei Pegida in Dresden.
Nerling besuchte mehrere Veranstaltungen des von Ursula Haverbeck gegründeten rechtsextremen Vereins Gedächtnisstätte im ehemaligen Rittergut Guthmannshausen. Im Mai 2019 trat er dort mit Rigolf Hennig, Bernhard Schaub, Axel Schlimper, dem Holocaustleugner Arnold Höfs und Roland Wuttke auf und hielt eine Rede zum Thema „Deutsch sein, trotz 70 Jahre Umerziehung – So kann es gelingen“. Im selben Monat nahm er dort mit rund 100 Personen am „Heureka-Kongress“ der rechten Kampfsportbewegung teil. Am 24. April 2021 brannte das Rittergut aus ungeklärter Ursache ab. Nerling übertrug den Brand per Livestream und verdächtigte Linksextreme als Brandstifter.
Im Juli 2021 besuchte Nerling mit anderen Neonazis das Ahrtal, um dort unter dem Vorwand der Nothilfe für Opfer der Flutkatastrophe rechtsextreme Propaganda zu verbreiten.
Am 8. Oktober 2021 nahm Nerling am Begräbnis des Holocaustleugners Henry Hafenmayer auf dem Südwestkirchhof Stahnsdorf teil, der als seine Grabstätte das freistehende und denkmalgeschützte Grab des jüdischstämmigen Musikwissenschaftlers Max Friedlaender erhalten hatte. Das Begräbnis diente zahlreichen Neonazis und Reichsbürgern als Treffen und rief bundesweite Proteste hervor.
Im selben Monat benutzte Nerling den Strafprozess am Landgericht Hamburg gegen einen ehemaligen KZ-Wachmann für Propaganda. Vor dem Gerichtsgebäude provozierte er Angehörige des Auschwitz-Komitees. In einem Video zum Prozessauftakt behauptete er, das Verfahren sei ein Akt der „Rache“, die Taten des Angeklagten seien seinerzeit nicht strafbar gewesen. Am zweiten Prozesstag trat er neben dem NPD-Funktionär Ingo Stawitz als Redner bei einer rechtsextremen Kundgebung vor dem Gericht auf, verharmloste dabei laut Medienberichten den Holocaust und forderte einen Freispruch für den Angeklagten.
Nerling hat enge Kontakte zum Verein Weda Elysia e. V., einem völkischen Siedlungsprojekt in Wienrode (Harz). Der 2014 gegründete Verein gehört mit dem 2019 gegründeten Verein Lindenquell e. V. zur rechtsextremen Anastasia-Bewegung. Der Verfassungsschutz Sachsen-Anhalt ordnet den Verein auch wegen seiner Kontakte zu Nerling den „völkisch Siedelnden“ zu, „die durch nationalistische, antisemitische, rassistische und homophobe Ansichten geprägt“ seien. Laut Stephan J. Kramer (Amt für Verfassungsschutz Thüringen) benutzen die Mitglieder der Bewegung die Themen Naturschutz, Biolandbau und Brauchtum, um ihre rechtsextreme Ideologie von „Volk und Heimat“ zu tarnen und in siedlungsschwachen Regionen umzusetzen.

## Holocaustleugnung in KZ-Gedenkstätten
Im Mai 2018 mischte sich Nerling unter eine Besuchergruppe in der Gedenkstätte KZ Buchenwald, äußerte während der Besucherführung immer wieder antisemitische Parolen und leugnete laut Zeugenaussagen den Holocaust.
Am 28. Januar 2019 besuchte Nerling die Gedenkstätte im ehemaligen KZ Bergen-Belsen, filmte auf dem Vorplatz und bezweifelte mit provozierenden Nachfragen die dortigen NS-Verbrechen. Laut Mitarbeitern bestritt er dortige Morde an Juden und bezeichnete den Text eines Gedenksteins als Fälschung. Nachdem ein Mitarbeiter dies zurückwies, soll er ihm ein Gericht über Leute, die das deutsche Volk schmähten, angekündigt haben. Dies meldeten die Mitarbeiter der Recherche- und Informationsstelle Antisemitismus (RIAS). Nerling gab an, er habe beim Fortgehen nur gewarnt, „dass sich irgendwann alle, die die Unwahrheit berichten, vor dem himmlischen Richter verantworten müssen“, und behauptete widersprüchliche Gedenkstätteninformationen zu den Todesursachen der Häftlinge. Laut Jens-Christian Wagner (Stiftung niedersächsische Gedenkstätten) verzichtete die Gedenkstätte wegen fehlender Hinweise auf eine Strafbarkeit von Nerlings Aussagen auf eine Strafanzeige gegen ihn.
Am 4. Februar 2019 besuchte Nerling mit einem Kameramann die KZ-Gedenkstätte Dachau, um dort einen Propagandafilm gegen einen angeblichen Schuldkult zu drehen. Die Mitarbeiterin Eva Gruberová, die eine Schülergruppe und deren Lehrer durch das Lager führte, erkannte ihn und alarmierte die Gedenkstättenverwaltung. Sie hatte Nerling wenige Wochen zuvor bei einer rechtsextremen Demonstration in Bielefeld gesehen. Laut Presseberichten und Zeugenaussagen rief er die Schülergruppe auf, nicht zu glauben, was ihnen in der Gedenkstätte erzählt werde. Als Gruberová ihn aufforderte, den Ort zu verlassen, filmte er ihr Namensschild und begann sie zu verhöhnen, wegen ihres Namens sei sie wohl Jüdin. Als sie sagte, ihr eigener Großvater sei in Dachau inhaftiert gewesen und habe nur mit knapper Not überlebt, höhnte er: „Da habe es der Opa ja nicht so schlecht gehabt, wenn er überlebt habe.“ Zudem schlug er das frühere KZ-Tor mit der zynischen Aufschrift „Arbeit macht frei“ zu und rief den Schülern dahinter zu, sie seien jetzt eingesperrt. Die Schüler waren an jenem Tag erstmals in einer KZ-Gedenkstätte und nicht auf eine direkte Konfrontation mit einem Rechtsextremen vorbereitet. Doch sie widersprachen ihm als Gruppe und enttarnten seine Aussagen als Verharmlosung des Holocaust und Antisemitismus in moderner Verpackung. Nerling wurde vom Gelände verwiesen und stellte sich dann in einem Video als Opfer von unterdrückter Meinungsfreiheit dar. Die Mitarbeiterin sah darin eine gezielte Inszenierung für sein Publikum: „Er will Bewunderung. Er weiß, dass er die bekommt, wenn er sich traut, solche Aktionen an Orten wie der Gedenkstätte Dachau zu machen.“
Im selben Monat veröffentlichte Nerling das Video auf YouTube, bezweifelte darin die Opferzahlen des Holocaust, beschimpfte die Schülergruppe, sie lasse sich den „‚Schuldkult‘ einimpfen“, und verhöhnte das Tagebuch der Anne Frank als „kindliches Fantasieprodukt“. Nach Androhung einer einstweiligen Verfügung musste er das Video aus dem Netz nehmen. Die Gedenkstätte zeigte ihn wegen Volksverhetzung und Hausfriedensbruch an. Danach zeigte er die Gedenkstättenmitarbeiterin Eva Gruberová wegen Beleidigung an und griff sie mit mehreren Videos auf seinem YouTube-Kanal persönlich an.
Am 12. April 2020 veröffentlichte Nerling ein Video, das er in der Gedenkstätte und Museum Sachsenhausen gedreht hatte. Er untermalte es streckenweise mit einem Lied der rechtsextremen Band Die Lunikoff Verschwörung, dessen Text die Wehrmachtssoldaten der Ostfront verherrlicht. Das KZ Sachsenhausen erwähnte er mit keinem Wort und ging nur auf das Speziallager Sachsenhausen ein, das die sowjetische Militäradministration nach dem Zweiten Weltkrieg betrieben hatte. Nerlings Vortrag enthielt faktische Fehler und behandelte nur junge Deutsche als Opfer. Damit verharmloste er laut dem Historiker Wolfram von Scheliha die Verbrechen des Nationalsozialismus. Zum Schluss des Videos stellte er Lager dieser Art als Zukunftsszenario der staatlichen Maßnahmen zur Bekämpfung der COVID-19-Pandemie dar und zwängte die Gedenkstätte damit in eine verschwörungstheoretische Rahmenerzählung.

## Auftritte bei Corona-Protesten
Im März 2020 veröffentlichte Nerling ein Video mit dem Titel „Corona Conto Holocaust“, in dem er die Infektionsschutzmaßnahmen der Bundesregierung als Werkzeug darstellte, sich unliebsamer Bürger zu entledigen. Seit April 2020 nahm er mit anderen Rechtsextremen und Verschwörungsideologen an den wöchentlichen „Hygienedemos“ vor der Volksbühne Berlin teil. Am 25. April 2020 nahm die Polizei ihn mit rund 100 weiteren Teilnehmern fest, die sich trotz Aufforderungen nicht von der ungenehmigten Kundgebung am Rosa-Luxemburg-Platz entfernten. Dort hatte er sich als Journalist ausgegeben und Teilnehmer befragt. Später veröffentlichte er die Antworten als Video unter dem Titel „Rechts und Links gegen BRD-Faschismus in Berlin“. Mit dieser Parole nahm er an weiteren ungenehmigten Coronaprotesten teil. Er interviewte dabei auch andere Videoblogger, etwa Heiko Schrang, oder ließ sich interviewen, etwa von dem zum 9/11 Truth Movement gehörigen Kanal Eingeschenkt TV. So betätigte er sich als Vernetzer mit der Neonazi- und Holocaustleugnerszene mit großer Publikumsreichweite. Die Veranstalter betonten, er habe mit ihren Kundgebungen „nichts zu tun“.
Beim bundesweit angekündigten Coronaprotest am 29. August 2020 versuchte Nerling mit rund 500 weiteren Teilnehmern das Reichstagsgebäude zu stürmen. Die Aktion war seit Monaten im Internet vorbereitet worden. Bei diesem Anlass sagte Nerling öffentlich: „Was wir [dem Anmelder der Demonstration] verdanken, sind die sechs Millionen, die jetzt auf der Straße sind in Berlin. […] Ich glaube nein, es sind nicht sechs Millionen. Es waren weniger. Sechs Millionen sind eigentlich unmöglich.“ Der Verfassungsschutz Berlin zitierte die Aussage in seinem Bericht für 2020 und deutete sie als verklausulierte, aber unmissverständliche Holocaustleugnung, zu der Nerling nach mehreren Strafverfahren übergegangen sei. Auch der Organisator der Großdemonstration Michael Ballweg verstand Nerlings Aussage als Holocaustleugnung, als das Fernsehmagazin Monitor sie ihm vorspielte. Ballweg teilte Nerling daraufhin öffentlich mit, er sei „auf unseren Demonstrationen nicht mehr willkommen“.
Am 2. September 2020 hetzte Nerling im Freibad Plötzensee vor dessen Mitarbeitern gegen Türken, Juden und Bundeskanzlerin Angela Merkel, leugnete das Coronavirus und stellte den Holocaust in Frage. Daraufhin erteilte der Freibadbetreiber ihm ein Hausverbot. In einem Video dazu rief Nerling seine Anhänger zu einem Shitstorm gegen das Freibad auf. Daraufhin wurden dessen Mitarbeiter vielfach beleidigt und mit Mord bedroht, erfuhren aber auch viel Solidarität.
Am 18. November 2020 beteiligte sich Nerling am ungenehmigten Protest vor dem Berliner Reichstagsgebäude gegen die Novellierung des Infektionsschutzgesetzes, die der Bundestag am Vormittag beschloss. Er gehörte zu den ersten, die die Polizei festnahm. Bei der Querdenker-Demo am 22. November 2020 in Leipzig wurde er erneut festgenommen.
Im Juni 2021 bildete Nerling zusammen mit dem Sänger Xavier Naidoo, Hannes Ostendorf von der rechtsextremen Hooligan-Band Kategorie C und einem szenebekannten Teilnehmer am „Sturm auf den Reichstag“ (August 2020) die verschwörungsideologische Gruppe „Die Konferenz“. Sie verbreiteten ihre Ansichten in einer öffentlich übertragenen Videokonferenz. Die Gruppe veröffentlichte ein Musikvideo, in dem sie Querdenken-Kundgebungen als Heimatverteidigung darstellen und zu Impfverweigerung aufrufen.

## Brasilienaufenthalt
Ab Januar 2022 hielt Nerling sich in Brasilien auf und kündigte in einem Video an, dort zu bleiben, um sich seiner Strafverfolgung in Deutschland zu entziehen. Eine geplante Reise von Brasilien nach Paraguay musste er absagen, da das Land bei der Einreise und Brasilien bei der Wiedereinreise eine Covid-Impfung verlangten, die er ablehnte.
In Brasilien besuchte er Siedlungen deutschstämmiger rechtsgerichteter Brasilianer und veröffentlichte Videos dazu, etwa von Biergärten, Volksfesten und Fahrertreffen. In Blumenau, der bekanntesten „deutschen Stadt“ in Brasilien, interviewte er einen deutschen Koch, der einen Genozid an den Weißen behauptete. Nerling hielt sich großenteils im Bundesstaat Santa Catarina auf, wo viele Anhänger des rechtsgerichteten Staatspräsidenten Jair Bolsonaro leben. Die damalige Vizegouverneurin Daniela Reinehr ist Tochter eines bekannten Nazis und Holocaustleugners und distanzierte sich erst nach massivem öffentlichen Druck von der NS-Ideologie. Am 27. Januar 2022, dem Internationalen Holocaustgedenktag, rief Nerling per Video dazu auf, NS-Gedenkstätten zu stürmen. Ein Artikel in einer großen brasilianischen Tageszeitung, der Teile des Aufrufs in der Landessprache wiedergab, löste Strafanzeigen gegen Nerling aus. Da solche Aufrufe auch nach brasilianischem Recht als strafbare Hassverbrechen gelten, ermittelte die dortige Bundespolizei gegen ihn. Nerlings Haltung wurde medial breit diskutiert und vielfach abgelehnt. Er verbreitete daraufhin selbst eine portugiesische Übersetzung seines Aufrufs auf Telegram. Zugleich inszenierte er sich als Opfer einer Kampagne und behauptete, „die Antifa“ sei in Brasilien mit den Behörden und Medien verbunden und schlimmer als in Deutschland. Am 3. März 2022 kehrte er nach Deutschland zurück und bat Anhänger in Videos um Spenden für seine Geldstrafen und Gerichtskosten.

## Gerichtsverfahren

### Straftaten im KZ Dachau
In zwei Prozessen, zuerst am Amtsgericht Dachau, später am Landgericht München, bezeugten Eva Gruberová, die Schüler und ihr Lehrer öffentlich und in Nerlings Gegenwart seine Aussagen vom Februar 2019 im KZ Dachau und belasteten ihn schwer, auch gegen harte Fragen seiner Verteidiger. Das Amtsgericht Dachau verurteilte ihn im Dezember 2019 wegen Volksverhetzung und Hausfriedensbruch zu einer Geldstrafe von insgesamt 10.800 Euro, weil er den Holocaust vor Schülern geleugnet und sie ohne Erlaubnis gefilmt hatte. Nerling legte Berufung ein.
Am 27. November 2020 bestätigte das Landgericht München das Urteil des Amtsgerichts Dachau, reduzierte die Geldstrafe jedoch auf 6.000 Euro und ließ den Vorwurf des Hausfriedensbruchs fallen, da das Anzeigeprotokoll dazu bei der Polizei verschwunden war. Die Staatsanwaltschaft hatte eine sechsmonatige Haftstrafe für Nerling beantragt. Der Direktor der Stiftung Bayerische Gedenkstätten Karl Freller begrüßte, dass Nerling nach hunderten volksverhetzenden Videos mit hunderttausenden Klicks erstmals überhaupt verurteilt worden war. Die Leiterin der KZ-Gedenkstätte Dachau Gabriele Hammermann bedauerte aber, dass er keine Haftstrafe erhalten hatte, und erwog daher eine Berufung gegen das Urteil. Rechtsextreme und rassistische Äußerungen und Symbole in KZ-Gedenkstätten müssten für die notwendige gesellschaftliche Eindämmung des Judenhasses künftig konsequent rechtlich strafverfolgt werden. Für Charlotte Knobloch, Präsidentin der Israelitischen Kultusgemeinde München und Oberbayern, zeigte das Urteil neben anderen Fällen, dass die deutsche Justiz neue Formen des Antisemitismus unzureichend erkenne und bekämpfe.
2021 bestätigte das Bayerische Oberste Landesgericht als dritte Instanz das Urteil. Am 13. Dezember 2021 erhielten Eva Gruberová, die Schüler und ihr Lehrer für ihren Mut gegenüber Nerling den Dachau-Preis für Zivilcourage. Das Bundesverfassungsgericht ließ Nerlings Verfassungsbeschwerde gegen das Urteil mit Beschluss vom 17. Dezember 2021 nicht zur Verhandlung zu. Der Beschluss gilt als richtungsweisend, um Suggestivaussagen künftig rechtlich als Volksverhetzung werten zu können, auch wenn die Worte „Holocaust“ oder „Shoah“ darin nicht explizit vorkommen. Denn Nerling war für seine Verschleierungsmethoden bekannt, sich mit Anspielungen, Stichworten und Interviews mit Holocaustleugnern an den Grenzen des Sagbaren zu bewegen und das Gemeinte dem Publikum mitzuteilen, ohne sich selbst strafbar zu machen.

### Weitere Straftaten
Im März 2020 erhob die Staatsanwaltschaft Berlin Anklage gegen Nerling, unter anderem wegen der Verharmlosung von Gräueltaten des Nationalsozialismus und Leugnung des Holocaust. Basis dafür war sein Interview mit Ursula Haverbeck vom Frühjahr 2018, in dem er ihrer expliziten Holocaustleugnung nirgends widersprochen, sondern per Kopfnicken zugestimmt und Haverbeck als „Grande Dame der Freiheitsbewegung und Wahrheitsbewegung“ bezeichnet hatte. Ferner wurde er wegen Beleidigung eines Bürgers von Frankfurt am Main angeklagt, den er in einem Video vom Mai 2018 bewusst als Juden angegriffen und verhöhnt hatte. Weitere Anklagepunkte waren das Zeigen des Hitlergrußes sowie körperliche Misshandlung.
Wegen ihres Interviews mit Nerling von 2018 wurde Ursula Haverbeck im Dezember 2020, kurz nach Absitzen einer Haftstrafe, als Wiederholungstäterin zu einem weiteren Jahr Gefängnis verurteilt. Nerling, der mit einem angeblichen Presseausweis an ihrem Strafprozess teilnehmen wollte, wurde mit Zwang aus dem Saal entfernt. Gegen ihn selbst wurde wegen der Veröffentlichung des Interviews weiter ermittelt.
Am 26. August 2022 verurteilte das Berliner Amtsgericht Tiergarten Nerling wegen Volksverhetzung in zwei Fällen, Hausfriedensbruch, Verwendung von Kennzeichen verfassungswidriger Organisationen, Beleidigung und Verletzung der Vertraulichkeit des Wortes zu insgesamt neun Monaten Haft, ausgesetzt auf drei Jahre Bewährung, und 3000 Euro Geldstrafe, zahlbar an die Amadeu-Antonio-Stiftung. Das Urteil umfasste folgende Straftaten:
- das Billigen und Verbreiten der Holocaustleugnung Ursula Haverbecks ab März 2018 im Internet. Nerlings Rechtfertigung, er habe damals nicht um die Strafbarkeit ihrer Aussagen gewusst, ließ das Gericht nicht gelten.
- das öffentliche Infragestellen von Wehrmachtsverbrechen. Nerling hatte Informationen zu Verbrechen der 110. Infanteriedivision auf Gedenktafeln in Lüneburg mit schwarzem Tape überklebt, auf das er in weißer Schrift „Deutschland lebt! Wohlan!“ geschrieben hatte. Zudem hatte er die Informationen negativ kommentiert und die Szene als Video veröffentlicht.[17] Damit, so das Gericht, stellte er die erwiesene Tatsache in Frage, dass diese Division eine Gruppe von Menschen vorsätzlich in Vernichtungslager deportiert und damit ihre körperliche Zerstörung ganz oder teilweise herbeizuführen angestrebt hatte.[88]
- das Zeigen des Hitlergrußes vor einem Berliner Werbeplakat in einem weiteren Video;
- das namentliche Nennen und Verhöhnen eines Mannes als Juden im Mai 2018, auf dessen Anzeige hin eine Bank Nerlings Konto gesperrt hatte;
- das Stören der Versammlung von Lea Rosh vom Dezember 2017. Da der gestürzte Gast bezeugte, er habe sich bei der Rangelei mit Nerling nicht verletzt, ließ das Gericht den Anklagepunkt Körperverletzung fallen.[17]
- das Aufzeichnen und Veröffentlichen eines Telefongesprächs ohne Zustimmung der Gesprächspartner.[89]

Das Gericht wertete Nerlings Aktionen als Spiel mit der Provokation, um Aufmerksamkeit in der rechten Szene zu erlangen, Geschichtsrevisionismus zu betreiben und die Zeit des Nationalsozialismus umzudeuten. Der Richter ermahnte ihn eindringlich, die dreijährige Bewährungszeit ernst zu nehmen. Nerling zeigte im Prozess keine Reue, sondern bekräftigte seine Aussagen und leugnete in einer Verhandlungspause nach Zeugenaussagen erneut den Holocaust.
Er ging gegen das Urteil in Berufung, zog diese aber im Verfahren großenteils zurück und räumte alle Anklagepunkte außer einer der beiden angeklagten Volksverhetzungen ein. Die Staatsanwaltschaft stellte ihrerseits das Verfahren gegen das öffentliche Infragestellen von Wehrmachtsverbrechen ein. Im November 2024 verlängerte das Landgericht Berlin Nerlings Strafe wegen der verbliebenen erwiesenen Anklagepunkte auf elf Monate Haft auf Bewährung und verringerte seine Geldstrafe auf 500 Euro. Zuvor hatte er sich als „mittellos“ dargestellt und angegeben, er habe seine „journalistische Arbeit“ seit einem Jahr eingestellt und wolle er sich ganz seiner Familie widmen.

### Weitere Verfahren
Im Januar 2020 verlas Nerling in Videobeiträgen antisemitische Äußerungen als angebliche Zitate von Immanuel Kant, Richard Wagner und Benjamin Franklin. Im Februar 2020 erließ das Landgericht Frankfurt am Main deswegen zwei einstweilige Verfügungen gegen ihn.
Im Januar 2022 verwies Nerling auf weitere laufende Verfahren: Ihm drohe eine Erzwingungshaft, weil er ein Bußgeld für einen Verstoß gegen das Infektionsschutzgesetz und Rundfunkbeiträge von mehr als 1000 Euro zu zahlen verweigerte. Auch die Geldstrafe von 6000 Euro für seine Straftat in Dachau und die Gerichtskosten nach dem Scheitern seiner Berufung standen aus. Ferner liefen Strafanzeigen zu seinem Video über die verstorbene Shoa-Überlebende Esther Bejarano.
Am 31. Januar 2023 erhob die Staatsanwaltschaft Berlin Anklage gegen Nerling wegen Betrugs: Er habe im April 2020 mit falschen Angaben unrechtmäßig Corona-Hilfen in Höhe von 9.000 Euro beantragt und erhalten. Laut Staatsanwaltschaft hatte er sein Einzelunternehmen „volkslehrer.info“ erst 2019 gegründet, ein Jahr später als von ihm angegeben. Zudem hatte er behauptet, er brauche die Finanzhilfen für den laufenden Betrieb, was die Ermittlungen nicht bestätigten.